# Naún Briones
Naún Briones (n. Cangonamá - Loja; 26 de noviembre de 1902 - abatido el 13 de enero de 1935, Sozoranga) fue un asaltante y forajido ecuatoriano. Conocido por dirigir una banda de criminales que robaba haciendas y ganado en el sur de Ecuador y Norte del Perú. Su vida y muerte lo convirtieron en una leyenda popular.

## Reseña biográfica
Fue criado en el seno de una familia humilde. Su padre era un arriero que transportaba mercadería entre la costa y la sierra, su madre una campesina analfabeta. Naún Briones sufrió varias injusticias durante su niñez por parte de los potentados de la región. Perdió a su padre a una edad temprana. Su madre perdió casi toda su tierra al firmar unos papeles en favor de su cuñado. Sus primeros hurtos los realizó en la infancia sustrayendo comida para su madre y hermana. Pasó varios años en un reclusorio porque intentó robar una mula que su tío le había expropiado a su mamá, y le pertenecía originalmente a su padre,  con base en unas supuestas deudas de su hermano fallecido. Cuando salió de prisión se unió a la banda de Chivo Blanco y Pajarito dos famosos bandidos de la época y comenzó su carrera delictiva.
Su osadía, su habilidad con el arma y sus escapes de la policía rural le dieron fama en Loja. Se dedicaba exclusivamente a asaltar las haciendas y posesiones de los más ricos para dárselos a los pobres. Su fama se extendió por todo el país, en los periódicos y semanarios. Se decía que no guardaba nada para él, que lo obtenido lo regalaba a las viudas y huérfanos, o los que más lo necesitaran. 
En algún punto de su carrera marchó a Quito. Conoció a el águila quiteña famoso carterista y proxeneta. Y también que pasó algún tiempo en el Penal García Moreno del que se fugó. 
Fue abatido junto a dos de sus cómplices en una emboscada orquestada por el Mayor Deifílio Morocho la madrugada del 13 de enero del año 1935.

## En la Cultura Popular
Se han escrito coplas y canciones populares sobre la leyenda de Naún Briones y aún en la actualidad sigue siendo todo un personaje en el Sur del país.
Es el personaje principal de la novela Polvo y Ceniza (novela) de Eliécer Cárdenas